# Bernardo Bellincioni

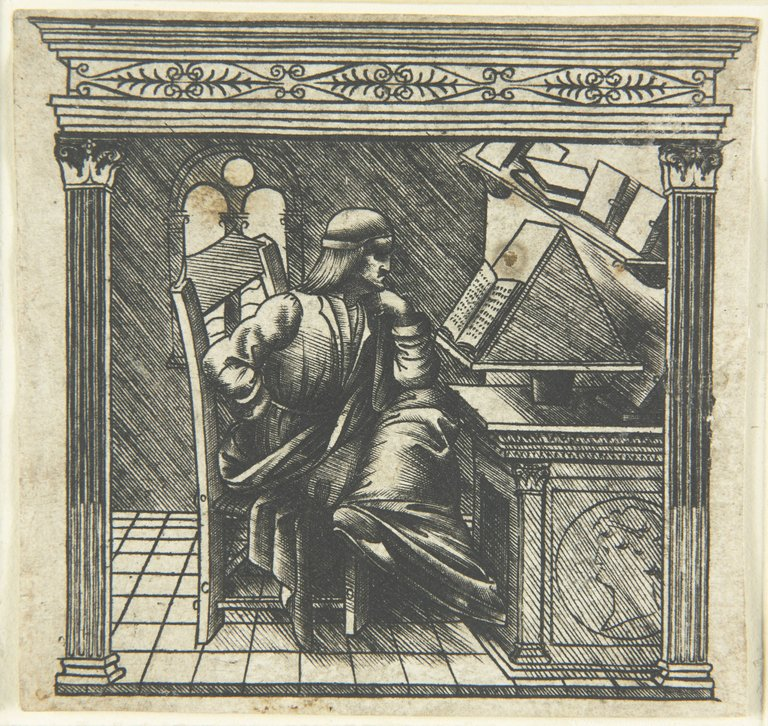
Bernardo Bellincione, incisione conservata al Louvre

Bernardo Bellincioni (Firenze, 25 agosto 1452 – Milano, 12 settembre 1492) è stato un poeta italiano.

## Biografia
Iniziò la sua carriera alla corte di Lorenzo il Magnifico. Nel 1483 passò ai Gonzaga e nel 1485 si spostò a Milano, dove divenne il poeta di corte di Lodovico Sforza, il mecenate di Leonardo da Vinci.
Egli scrisse elogi e sonetti dedicati al suo protettore ed ingaggiò tenzoni poetiche con altri letterati, alcune nella maniera burlesca di Burchiello.
I versi di occasione di Bellincioni furono la base per elaborare masque allegorici e poemi da recitare in occasione dell'ingresso del corteo dei regnanti. In occasione del matrimonio dell'erede al Ducato di Milano, Gian Galeazzo Sforza con sua cugina Isabella d'Aragona, figlia del re di Napoli, Alfonso II, presentò alla diciannovenne Isabella, i poemi che avevano accompagnato la cerimonia, in un piccolo libro (libretto) scritto in bella grafia. Si tratta de La festa del Paradiso, e per l'occasione Leonardo si occupò degli allestimenti scenici.
Egli compose un sonetto sul ritratto di Cecilia Gallerani, colei che si ritiene rappresentata ne La dama con l'ermellino di Leonardo, "l'invidia della natura", che nel testo di Bellincioni appare più luminosa del sole e impossibile da ritrarre, secondo un topos tipicamente rinascimentale.
Bellincioni fu anche ritratto da Leonardo, in un disegno che servì da modello per la xilografia dell'edizione delle rime del 1493.

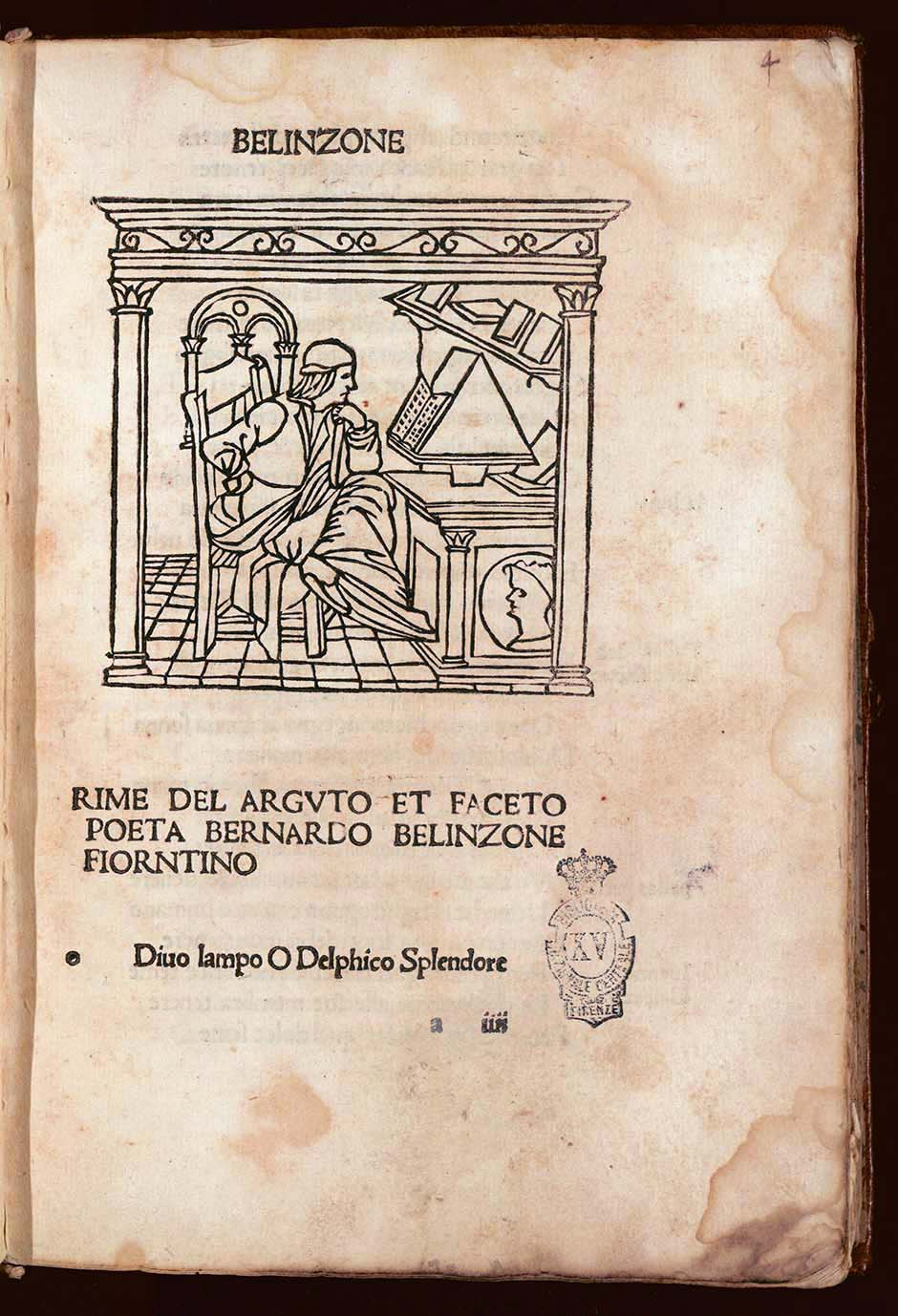
Rime, 1493

## Opere
- Rime, Milano, Guglielmo Rolandi, 1493.
- Sonetti, canzoni, capitoli, Milano, 1493.